# José Lidón
José Lidón (* 2. Juni 1748 in Béjar; † 11. Februar 1827 in Madrid) war ein spanischer Organist, Kapellmeister und Komponist.

## Leben und Werk
José Lidón wurde 1758 Chorknabe in der Königlichen Kapelle in Madrid und war Schüler von José de Nebra und des Organisten Antonio Literes Montalvo. Er wurde 1768 Organist an der Kathedrale von Ourense und der Königlichen Kapelle Madrid. Von 1805 bis zu seinem Tode war er Kapellmeister der Königlichen Kapelle. 
Neben kirchenmusikalischen Werken wie Messen, Oratorien, Psalmen und Lamentationen komponierte er Orgelsonaten und -fugen sowie Bühnenmusiken.

„The organ music was characterized by counterpoint, figured bass, and melodic strains evenly contained through all the voices. Sacred choral music was dominated by an air of asceticism and starkness.“